# Tindaborg
Tindaborg är en kulle i republiken Island. Den ligger i regionen Västlandet, 70 km norr om huvudstaden Reykjavík. Toppen på Tindaborg är 627 meter över havet.
Trakten runt Tindaborg är nära nog obefolkad, med mindre än två invånare per kvadratkilometer. Det finns inga samhällen i närheten. Trakten runt Tindaborg består i huvudsak av gräsmarker.